# Ricercato
Un ricercato (detto anche catturando o fuggitivo) è una persona che fugge dalla prigione, da un arresto, da interrogatori; può essere una persona condannata o accusata di un crimine e che si nasconde dalle forze dell'ordine.
Il ricercato dalla giustizia può essere "internazionale" se voluto dalle forze dell'ordine oltre i confini nazionali.
In molte giurisdizioni, un ricercato che fugge dalla custodia mentre è in corso un processo perde il diritto di appellarsi alle condanne o inflitte, poiché l'atto di fuga è considerato una violazione dell'autorità del tribunale.